# Barombi jezik
Barombi jezik (balombi, barumbi, lambi, lombe, lombi, rambi, rombi; ISO 639-3: bbi), nigersko-kongoanski jezik podskupine Basaa (A.40), šire skupine sjeverozapadnih bantu jezika, kojim govori 3 000 ljudi (2001 SIL) u kamerunskoj provinciji Southwest (Sud-Ouest) oko jezera Barombi-Koto i Barombi-Mbo.
Leksički sličan jeziku Bankon [abb] s kojim zajedno s jezicima bakoko [bkh] i Basaa [bas] pripada Basaa (A.40) jezicima.

## Vanjske poveznice
- Ethnologue (14th)
- Ethnologue (15th)